# تاپ پرتغال

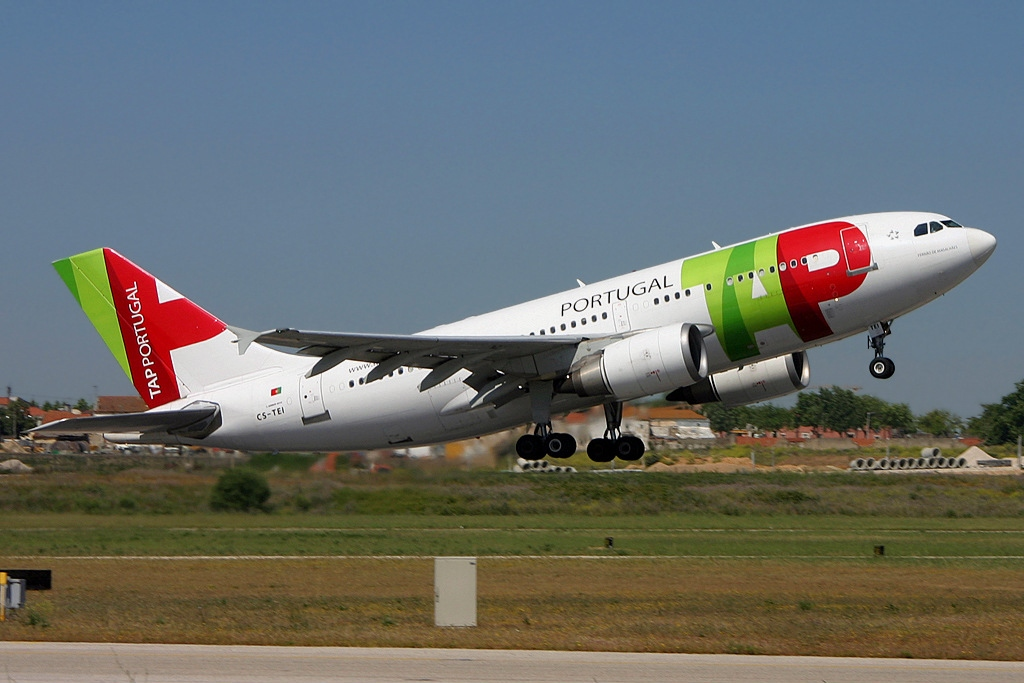
هواپیمای ایرباس ای۳۱۰ متعلق به تاپ پرتغال

تاپ پرتغال (به انگلیسی: TAP Portugal) شرکت هواپیمایی حامل پرچم پرتغال است، که در سال ۱۹۴۵ تحت نام شرکت حمل‌ونقل هوایی پرتغال (به پرتغالی: Transportes Aéreos Portugueses) تأسیس شد و هم‌اکنون کلیه سهام آن در اختیار دولت پرتغال قرار دارد.
شرکت تاپ پرتغال در حال حاضر روزانه به ۷۸ مقصد در ۳۴ کشور جهان، پروازهای مستقیم دارد و به‌طور متوسط در هر هفته بیش از ۲٫۰۰۰ مسافر را منتقل می‌نماید. این شرکت در حال حاضر دارای ناوگانی از ۶۹ فروند هواپیمای جت مسافربری از نوع ایرباس، بوئینگ، لاکهید مارتین و مک‌دانل داگلاس می‌باشد.
دفتر مرکزی تاپ پرتغال در ساختمان شماره ۲۵ واقع در فرودگاه لیسبون پورتلا و در شهر لیسبون، پرتغال مستقر می‌باشد و فرودگاه لیسبون پورتلا و فرودگاه فرنسیسکو جسا کارنئیرو قطب‌های این شرکت هواپیمایی را تشکیل می‌دهند، که فرودگاه لیسبون به‌عنوان یکی از مهم‌ترین پل‌های ارتباطی میان اروپا با آمریکای جنوبی، آفریقا و آمریکای شمالی به‌شمار می‌آید.